# Trochalus ardoini
Trochalus ardoini är en skalbaggsart som beskrevs av Frey 1968. Trochalus ardoini ingår i släktet Trochalus och familjen Melolonthidae. Inga underarter finns listade i Catalogue of Life.